# Senate Democratic Caucus
De Senate Democratic Caucus is de formele organisatie van alle senatoren die deel uitmaken van de Democratische Partij in de senaat van de Verenigde Staten. De partijleider van de Democratische caucus in de Senaat is vergelijkbaar met de fractievoorzitter in de Nederlandse en Belgische politiek.

## Partijleiders van de Democratische Partij (1871–heden)
| Partijleider van de Democratische Partij in de Senaat Chair of the Senate Democratic Caucus | Partijleider van de Democratische Partij in de Senaat Chair of the Senate Democratic Caucus | Partijleider van de Democratische Partij in de Senaat Chair of the Senate Democratic Caucus | Ambtstermijn     | Ambtstermijn     | Termijn als senator             | Staat         | Congres(en) |
| ------------------------------------------------------------------------------------------- | ------------------------------------------------------------------------------------------- | ------------------------------------------------------------------------------------------- | ---------------- | ---------------- | ------------------------------- | ------------- | ----------- |
|                                                                                             | John Stevenson                                                                              | John Stevenson (1812–1886)                                                                  | 13 december 1873 | 4 maart 1877     | 4 maart 1871 – 4 maart 1877     | Kentucky      | 43          |
| 44                                                                                          | John Stevenson                                                                              | John Stevenson (1812–1886)                                                                  | 13 december 1873 | 4 maart 1877     | 4 maart 1871 – 4 maart 1877     | Kentucky      |             |
|                                                                                             | William Andrew Wallace                                                                      | William Andrew Wallace (1827–1896)                                                          | 4 maart 1877     | 4 maart 1881     | 4 maart 1875 – 4 maart 1881     | Pennsylvania  | 45          |
| 46                                                                                          | William Andrew Wallace                                                                      | William Andrew Wallace (1827–1896)                                                          | 4 maart 1877     | 4 maart 1881     | 4 maart 1875 – 4 maart 1881     | Pennsylvania  |             |
|                                                                                             | George Pendleton                                                                            | George Pendleton (1825–1889)                                                                | 4 maart 1881     | 4 maart 1885     | 4 maart 1879 – 4 maart 1885     | Ohio          | 47          |
| 48                                                                                          | George Pendleton                                                                            | George Pendleton (1825–1889)                                                                | 4 maart 1881     | 4 maart 1885     | 4 maart 1879 – 4 maart 1885     | Ohio          |             |
|                                                                                             | James Beck                                                                                  | James Beck (1822–1890)                                                                      | 4 maart 1885     | 3 mei 1890       | 4 maart 1877 – 3 mei 1890       | Kentucky      | 49          |
| 50                                                                                          | James Beck                                                                                  | James Beck (1822–1890)                                                                      | 4 maart 1885     | 3 mei 1890       | 4 maart 1877 – 3 mei 1890       | Kentucky      |             |
| 51                                                                                          | James Beck                                                                                  | James Beck (1822–1890)                                                                      | 4 maart 1885     | 3 mei 1890       | 4 maart 1877 – 3 mei 1890       | Kentucky      |             |
|                                                                                             | Arthur Gorman                                                                               | Arthur Gorman (1836–1906)                                                                   | 3 mei 1890       | 29 april 1898    | 4 maart 1881 – 4 maart 1899     | Maryland      |             |
|                                                                                             | Arthur Gorman                                                                               | Arthur Gorman (1836–1906)                                                                   | 3 mei 1890       | 29 april 1898    | 4 maart 1881 – 4 maart 1899     | Maryland      | 52          |
| 53                                                                                          | Arthur Gorman                                                                               | Arthur Gorman (1836–1906)                                                                   | 3 mei 1890       | 29 april 1898    | 4 maart 1881 – 4 maart 1899     | Maryland      |             |
| 54                                                                                          | Arthur Gorman                                                                               | Arthur Gorman (1836–1906)                                                                   | 3 mei 1890       | 29 april 1898    | 4 maart 1881 – 4 maart 1899     | Maryland      |             |
| 55                                                                                          | Arthur Gorman                                                                               | Arthur Gorman (1836–1906)                                                                   | 3 mei 1890       | 29 april 1898    | 4 maart 1881 – 4 maart 1899     | Maryland      |             |
|                                                                                             | David Turpie                                                                                | David Turpie (1828–1909)                                                                    | 29 april 1898    | 4 maart 1899     | 4 maart 1887 – 4 maart 1899     | Indiana       |             |
|                                                                                             | James Kimbrough Jones                                                                       | James Kimbrough Jones (1839–1908)                                                           | 4 maart 1899     | 4 maart 1903     | 4 maart 1885 – 4 maart 1903     | Arkansas      | 56          |
| 57                                                                                          | James Kimbrough Jones                                                                       | James Kimbrough Jones (1839–1908)                                                           | 4 maart 1899     | 4 maart 1903     | 4 maart 1885 – 4 maart 1903     | Arkansas      |             |
|                                                                                             | Arthur Gorman                                                                               | Arthur Gorman (1836–1906)                                                                   | 4 maart 1903     | 4 juni 1906      | 4 maart 1903 – 4 juni 1906      | Maryland      | 58          |
| 59                                                                                          | Arthur Gorman                                                                               | Arthur Gorman (1836–1906)                                                                   | 4 maart 1903     | 4 juni 1906      | 4 maart 1903 – 4 juni 1906      | Maryland      |             |
|                                                                                             | Joseph Blackburn                                                                            | Joseph Blackburn (1838–1918)                                                                | 4 juni 1906      | 4 maart 1907     | 4 maart 1901 – 4 maart 1907     | Kentucky      |             |
|                                                                                             | Charles Culberson                                                                           | Charles Culberson (1855–1925)                                                               | 4 maart 1907     | 9 december 1909  | 4 maart 1899 – 4 maart 1923     | Texas         | 60          |
| 61                                                                                          | Charles Culberson                                                                           | Charles Culberson (1855–1925)                                                               | 4 maart 1907     | 9 december 1909  | 4 maart 1899 – 4 maart 1923     | Texas         |             |
|                                                                                             | Hernando Money                                                                              | Hernando Money (1839–1912)                                                                  | 9 december 1909  | 4 maart 1911     | 7 oktober 1897 – 4 maart 1911   | Mississippi   |             |
|                                                                                             | Thomas Martin                                                                               | Thomas Martin (1847–1919)                                                                   | 4 maart 1911     | 4 maart 1913     | 4 maart 1895 – 12 november 1919 | Virginia      | 62          |
|                                                                                             | John Kern                                                                                   | John Kern (1849–1917)                                                                       | 4 maart 1913     | 4 maart 1917     | 4 maart 1911 – 4 maart 1917     | Indiana       | 63          |
| 64                                                                                          | John Kern                                                                                   | John Kern (1849–1917)                                                                       | 4 maart 1913     | 4 maart 1917     | 4 maart 1911 – 4 maart 1917     | Indiana       |             |
|                                                                                             | Thomas Martin                                                                               | Thomas Martin (1847–1919)                                                                   | 4 maart 1917     | 12 november 1919 | 4 maart 1895 – 12 november 1919 | Virginia      | 65          |
| 66                                                                                          | Thomas Martin                                                                               | Thomas Martin (1847–1919)                                                                   | 4 maart 1917     | 12 november 1919 | 4 maart 1895 – 12 november 1919 | Virginia      |             |
|                                                                                             | Gilbert Hitchcock                                                                           | Gilbert Hitchcock (1859–1934)                                                               | 12 november 1919 | 28 april 1920    | 4 maart 1911 – 4 maart 1923     | Nebraska      |             |
|                                                                                             | Oscar Underwood                                                                             | Oscar Underwood (1862–1929)                                                                 | 28 april 1920    | 3 december 1923  | 4 maart 1915 – 4 maart 1927     | Alabama       |             |
|                                                                                             | Oscar Underwood                                                                             | Oscar Underwood (1862–1929)                                                                 | 28 april 1920    | 3 december 1923  | 4 maart 1915 – 4 maart 1927     | Alabama       | 67          |
| 68                                                                                          | Oscar Underwood                                                                             | Oscar Underwood (1862–1929)                                                                 | 28 april 1920    | 3 december 1923  | 4 maart 1915 – 4 maart 1927     | Alabama       |             |
|                                                                                             | Joe Robinson                                                                                | Joe Robinson (1872–1937)                                                                    | 3 december 1923  | 14 juli 1937     | 4 maart 1913 – 14 juli 1937     | Arkansas      |             |
|                                                                                             | Joe Robinson                                                                                | Joe Robinson (1872–1937)                                                                    | 3 december 1923  | 14 juli 1937     | 4 maart 1913 – 14 juli 1937     | Arkansas      | 69          |
| 70                                                                                          | Joe Robinson                                                                                | Joe Robinson (1872–1937)                                                                    | 3 december 1923  | 14 juli 1937     | 4 maart 1913 – 14 juli 1937     | Arkansas      |             |
| 71                                                                                          | Joe Robinson                                                                                | Joe Robinson (1872–1937)                                                                    | 3 december 1923  | 14 juli 1937     | 4 maart 1913 – 14 juli 1937     | Arkansas      |             |
| 72                                                                                          | Joe Robinson                                                                                | Joe Robinson (1872–1937)                                                                    | 3 december 1923  | 14 juli 1937     | 4 maart 1913 – 14 juli 1937     | Arkansas      |             |
| 73                                                                                          | Joe Robinson                                                                                | Joe Robinson (1872–1937)                                                                    | 3 december 1923  | 14 juli 1937     | 4 maart 1913 – 14 juli 1937     | Arkansas      |             |
| 74                                                                                          | Joe Robinson                                                                                | Joe Robinson (1872–1937)                                                                    | 3 december 1923  | 14 juli 1937     | 4 maart 1913 – 14 juli 1937     | Arkansas      |             |
|                                                                                             | Joe Robinson                                                                                | Joe Robinson (1872–1937)                                                                    | 3 december 1923  | 14 juli 1937     | 4 maart 1913 – 14 juli 1937     | Arkansas      | 75          |
|                                                                                             | Alben Barkley                                                                               | Alben Barkley (1877–1956)                                                                   | 14 juli 1937     | 3 januari 1949   | 4 maart 1927 – 19 januari 1949  | Kentucky      |             |
|                                                                                             | Alben Barkley                                                                               | Alben Barkley (1877–1956)                                                                   | 14 juli 1937     | 3 januari 1949   | 4 maart 1927 – 19 januari 1949  | Kentucky      | 76          |
| 77                                                                                          | Alben Barkley                                                                               | Alben Barkley (1877–1956)                                                                   | 14 juli 1937     | 3 januari 1949   | 4 maart 1927 – 19 januari 1949  | Kentucky      |             |
| 78                                                                                          | Alben Barkley                                                                               | Alben Barkley (1877–1956)                                                                   | 14 juli 1937     | 3 januari 1949   | 4 maart 1927 – 19 januari 1949  | Kentucky      |             |
| 79                                                                                          | Alben Barkley                                                                               | Alben Barkley (1877–1956)                                                                   | 14 juli 1937     | 3 januari 1949   | 4 maart 1927 – 19 januari 1949  | Kentucky      |             |
| 80                                                                                          | Alben Barkley                                                                               | Alben Barkley (1877–1956)                                                                   | 14 juli 1937     | 3 januari 1949   | 4 maart 1927 – 19 januari 1949  | Kentucky      |             |
|                                                                                             | Scott Lucas                                                                                 | Scott Lucas (1892–1968)                                                                     | 3 januari 1949   | 3 januari 1951   | 3 januari 1939 – 3 januari 1951 | Illinois      | 81          |
|                                                                                             | Ernest McFarland                                                                            | Ernest McFarland (1894–1984)                                                                | 3 januari 1951   | 3 januari 1953   | 3 januari 1941 – 3 januari 1953 | Arizona       | 82          |
|                                                                                             | Lyndon B. Johnson                                                                           | Lyndon B. Johnson (1908–1973)                                                               | 3 januari 1953   | 3 januari 1961   | 3 januari 1949 – 3 januari 1961 | Texas         | 83          |
| 84                                                                                          | Lyndon B. Johnson                                                                           | Lyndon B. Johnson (1908–1973)                                                               | 3 januari 1953   | 3 januari 1961   | 3 januari 1949 – 3 januari 1961 | Texas         |             |
| 85                                                                                          | Lyndon B. Johnson                                                                           | Lyndon B. Johnson (1908–1973)                                                               | 3 januari 1953   | 3 januari 1961   | 3 januari 1949 – 3 januari 1961 | Texas         |             |
| 86                                                                                          | Lyndon B. Johnson                                                                           | Lyndon B. Johnson (1908–1973)                                                               | 3 januari 1953   | 3 januari 1961   | 3 januari 1949 – 3 januari 1961 | Texas         |             |
|                                                                                             | Mike Mansfield                                                                              | Mike Mansfield (1903–2001)                                                                  | 3 januari 1961   | 3 januari 1977   | 3 januari 1953 – 3 januari 1977 | Montana       | 87          |
| 88                                                                                          | Mike Mansfield                                                                              | Mike Mansfield (1903–2001)                                                                  | 3 januari 1961   | 3 januari 1977   | 3 januari 1953 – 3 januari 1977 | Montana       |             |
| 89                                                                                          | Mike Mansfield                                                                              | Mike Mansfield (1903–2001)                                                                  | 3 januari 1961   | 3 januari 1977   | 3 januari 1953 – 3 januari 1977 | Montana       |             |
| 90                                                                                          | Mike Mansfield                                                                              | Mike Mansfield (1903–2001)                                                                  | 3 januari 1961   | 3 januari 1977   | 3 januari 1953 – 3 januari 1977 | Montana       |             |
| 91                                                                                          | Mike Mansfield                                                                              | Mike Mansfield (1903–2001)                                                                  | 3 januari 1961   | 3 januari 1977   | 3 januari 1953 – 3 januari 1977 | Montana       |             |
| 92                                                                                          | Mike Mansfield                                                                              | Mike Mansfield (1903–2001)                                                                  | 3 januari 1961   | 3 januari 1977   | 3 januari 1953 – 3 januari 1977 | Montana       |             |
| 93                                                                                          | Mike Mansfield                                                                              | Mike Mansfield (1903–2001)                                                                  | 3 januari 1961   | 3 januari 1977   | 3 januari 1953 – 3 januari 1977 | Montana       |             |
| 94                                                                                          | Mike Mansfield                                                                              | Mike Mansfield (1903–2001)                                                                  | 3 januari 1961   | 3 januari 1977   | 3 januari 1953 – 3 januari 1977 | Montana       |             |
|                                                                                             | Robert Byrd                                                                                 | Robert Byrd (1917–2010)                                                                     | 3 januari 1977   | 3 januari 1989   | 3 januari 1959 – 28 juni 2010   | West Virginia | 95          |
| 96                                                                                          | Robert Byrd                                                                                 | Robert Byrd (1917–2010)                                                                     | 3 januari 1977   | 3 januari 1989   | 3 januari 1959 – 28 juni 2010   | West Virginia |             |
| 97                                                                                          | Robert Byrd                                                                                 | Robert Byrd (1917–2010)                                                                     | 3 januari 1977   | 3 januari 1989   | 3 januari 1959 – 28 juni 2010   | West Virginia |             |
| 98                                                                                          | Robert Byrd                                                                                 | Robert Byrd (1917–2010)                                                                     | 3 januari 1977   | 3 januari 1989   | 3 januari 1959 – 28 juni 2010   | West Virginia |             |
| 99                                                                                          | Robert Byrd                                                                                 | Robert Byrd (1917–2010)                                                                     | 3 januari 1977   | 3 januari 1989   | 3 januari 1959 – 28 juni 2010   | West Virginia |             |
| 100                                                                                         | Robert Byrd                                                                                 | Robert Byrd (1917–2010)                                                                     | 3 januari 1977   | 3 januari 1989   | 3 januari 1959 – 28 juni 2010   | West Virginia |             |
|                                                                                             | George Mitchell                                                                             | George Mitchell (1933)                                                                      | 3 januari 1989   | 3 januari 1995   | 18 mei 1980 – 3 januari 1995    | Maine         | 101         |
| 102                                                                                         | George Mitchell                                                                             | George Mitchell (1933)                                                                      | 3 januari 1989   | 3 januari 1995   | 18 mei 1980 – 3 januari 1995    | Maine         |             |
| 103                                                                                         | George Mitchell                                                                             | George Mitchell (1933)                                                                      | 3 januari 1989   | 3 januari 1995   | 18 mei 1980 – 3 januari 1995    | Maine         |             |
|                                                                                             | Tom Daschle                                                                                 | Tom Daschle (1947)                                                                          | 3 januari 1995   | 3 januari 2005   | 3 januari 1987 – 3 januari 2005 | South Dakota  | 104         |
| 105                                                                                         | Tom Daschle                                                                                 | Tom Daschle (1947)                                                                          | 3 januari 1995   | 3 januari 2005   | 3 januari 1987 – 3 januari 2005 | South Dakota  |             |
| 106                                                                                         | Tom Daschle                                                                                 | Tom Daschle (1947)                                                                          | 3 januari 1995   | 3 januari 2005   | 3 januari 1987 – 3 januari 2005 | South Dakota  |             |
| 107                                                                                         | Tom Daschle                                                                                 | Tom Daschle (1947)                                                                          | 3 januari 1995   | 3 januari 2005   | 3 januari 1987 – 3 januari 2005 | South Dakota  |             |
| 108                                                                                         | Tom Daschle                                                                                 | Tom Daschle (1947)                                                                          | 3 januari 1995   | 3 januari 2005   | 3 januari 1987 – 3 januari 2005 | South Dakota  |             |
|                                                                                             | Harry Reid                                                                                  | Harry Reid (1939–2021)                                                                      | 3 januari 2005   | 3 januari 2017   | 3 januari 1987 – 3 januari 2017 | Nevada        | 109         |
| 110                                                                                         | Harry Reid                                                                                  | Harry Reid (1939–2021)                                                                      | 3 januari 2005   | 3 januari 2017   | 3 januari 1987 – 3 januari 2017 | Nevada        |             |
| 111                                                                                         | Harry Reid                                                                                  | Harry Reid (1939–2021)                                                                      | 3 januari 2005   | 3 januari 2017   | 3 januari 1987 – 3 januari 2017 | Nevada        |             |
| 112                                                                                         | Harry Reid                                                                                  | Harry Reid (1939–2021)                                                                      | 3 januari 2005   | 3 januari 2017   | 3 januari 1987 – 3 januari 2017 | Nevada        |             |
| 113                                                                                         | Harry Reid                                                                                  | Harry Reid (1939–2021)                                                                      | 3 januari 2005   | 3 januari 2017   | 3 januari 1987 – 3 januari 2017 | Nevada        |             |
| 114                                                                                         | Harry Reid                                                                                  | Harry Reid (1939–2021)                                                                      | 3 januari 2005   | 3 januari 2017   | 3 januari 1987 – 3 januari 2017 | Nevada        |             |
|                                                                                             | Chuck Schumer                                                                               | Chuck Schumer (1950)                                                                        | 3 januari 2017   | heden            | 3 januari 1999 – heden          | New York      | 115         |
| 116                                                                                         | Chuck Schumer                                                                               | Chuck Schumer (1950)                                                                        | 3 januari 2017   | heden            | 3 januari 1999 – heden          | New York      |             |
| 117                                                                                         | Chuck Schumer                                                                               | Chuck Schumer (1950)                                                                        | 3 januari 2017   | heden            | 3 januari 1999 – heden          | New York      |             |
| 118                                                                                         | Chuck Schumer                                                                               | Chuck Schumer (1950)                                                                        | 3 januari 2017   | heden            | 3 januari 1999 – heden          | New York      |             |
| 119                                                                                         | Chuck Schumer                                                                               | Chuck Schumer (1950)                                                                        | 3 januari 2017   | heden            | 3 januari 1999 – heden          | New York      |             |

## Whips van de Democratische Partij (1933–heden)
| Whip van de Democratische Partij in de Senaat | Whip van de Democratische Partij in de Senaat | Whip van de Democratische Partij in de Senaat | Ambtstermijn   | Ambtstermijn     | Termijn als senator                | Staat         | Congres(en) |
| --------------------------------------------- | --------------------------------------------- | --------------------------------------------- | -------------- | ---------------- | ---------------------------------- | ------------- | ----------- |
|                                               | Hamilton Lewis                                | Hamilton Lewis (1863–1939)                    | 4 maart 1933   | 9 april 1939     | 4 maart 1931 – 9 april 1939        | Illinois      | 73          |
| 74                                            | Hamilton Lewis                                | Hamilton Lewis (1863–1939)                    | 4 maart 1933   | 9 april 1939     | 4 maart 1931 – 9 april 1939        | Illinois      |             |
| 75                                            | Hamilton Lewis                                | Hamilton Lewis (1863–1939)                    | 4 maart 1933   | 9 april 1939     | 4 maart 1931 – 9 april 1939        | Illinois      |             |
| 76                                            | Hamilton Lewis                                | Hamilton Lewis (1863–1939)                    | 4 maart 1933   | 9 april 1939     | 4 maart 1931 – 9 april 1939        | Illinois      |             |
|                                               | Sherman Minton                                | Sherman Minton (1890–1965)                    | 9 april 1939   | 3 januari 1941   | 3 januari 1935 – 3 januari 1941    | Indiana       |             |
|                                               | Lister Hill                                   | Lister Hill (1894–1984)                       | 3 januari 1941 | 3 januari 1947   | 11 januari 1938 – 3 januari 1969   | Alabama       | 77          |
| 78                                            | Lister Hill                                   | Lister Hill (1894–1984)                       | 3 januari 1941 | 3 januari 1947   | 11 januari 1938 – 3 januari 1969   | Alabama       |             |
| 79                                            | Lister Hill                                   | Lister Hill (1894–1984)                       | 3 januari 1941 | 3 januari 1947   | 11 januari 1938 – 3 januari 1969   | Alabama       |             |
|                                               | Scott Lucas                                   | Scott Lucas (1892–1968)                       | 3 januari 1947 | 3 januari 1949   | 3 januari 1939 – 3 januari 1951    | Illinois      | 80          |
|                                               | Francis Myers                                 | Francis Myers (1901–1956)                     | 3 januari 1949 | 3 januari 1951   | 3 januari 1945 – 3 januari 1951    | Pennsylvania  | 81          |
|                                               | Lyndon B. Johnson                             | Lyndon B. Johnson (1908–1973)                 | 3 januari 1951 | 3 januari 1953   | 3 januari 1949 – 3 januari 1961    | Texas         | 82          |
|                                               | Earle Clements                                | Earle Clements (1896–1985)                    | 3 januari 1953 | 3 januari 1957   | 27 november 1950 – 3 januari 1957  | Kentucky      | 83          |
| 84                                            | Earle Clements                                | Earle Clements (1896–1985)                    | 3 januari 1953 | 3 januari 1957   | 27 november 1950 – 3 januari 1957  | Kentucky      |             |
|                                               | Mike Mansfield                                | Mike Mansfield (1903–2001)                    | 3 januari 1957 | 3 januari 1961   | 3 januari 1953 – 3 januari 1977    | Montana       | 85          |
| 86                                            | Mike Mansfield                                | Mike Mansfield (1903–2001)                    | 3 januari 1957 | 3 januari 1961   | 3 januari 1953 – 3 januari 1977    | Montana       |             |
|                                               | Hubert Humphrey                               | Hubert Humphrey (1911–1978)                   | 3 januari 1961 | 30 december 1964 | 3 januari 1949 – 30 december 1964  | Minnesota     | 87          |
| 88                                            | Hubert Humphrey                               | Hubert Humphrey (1911–1978)                   | 3 januari 1961 | 30 december 1964 | 3 januari 1949 – 30 december 1964  | Minnesota     |             |
|                                               | Russell Long                                  | Russell Long (1918–2003)                      | 3 januari 1965 | 3 januari 1969   | 31 december 1948 – 3 januari 1987  | Louisiana     | 89          |
| 90                                            | Russell Long                                  | Russell Long (1918–2003)                      | 3 januari 1965 | 3 januari 1969   | 31 december 1948 – 3 januari 1987  | Louisiana     |             |
|                                               | Ted Kennedy                                   | Ted Kennedy (1932–2009)                       | 3 januari 1969 | 3 januari 1971   | 7 november 1962 – 25 augustus 2009 | Massachusetts | 91          |
|                                               | Robert Byrd                                   | Robert Byrd (1917–2010)                       | 3 januari 1971 | 3 januari 1977   | 3 januari 1959 – 28 juni 2010      | West Virginia | 92          |
| 93                                            | Robert Byrd                                   | Robert Byrd (1917–2010)                       | 3 januari 1971 | 3 januari 1977   | 3 januari 1959 – 28 juni 2010      | West Virginia |             |
| 94                                            | Robert Byrd                                   | Robert Byrd (1917–2010)                       | 3 januari 1971 | 3 januari 1977   | 3 januari 1959 – 28 juni 2010      | West Virginia |             |
|                                               | Alan Cranston                                 | Alan Cranston (1914–2000)                     | 3 januari 1977 | 3 januari 1991   | 3 januari 1969 – 3 januari 1993    | Californië    | 95          |
| 96                                            | Alan Cranston                                 | Alan Cranston (1914–2000)                     | 3 januari 1977 | 3 januari 1991   | 3 januari 1969 – 3 januari 1993    | Californië    |             |
| 97                                            | Alan Cranston                                 | Alan Cranston (1914–2000)                     | 3 januari 1977 | 3 januari 1991   | 3 januari 1969 – 3 januari 1993    | Californië    |             |
| 98                                            | Alan Cranston                                 | Alan Cranston (1914–2000)                     | 3 januari 1977 | 3 januari 1991   | 3 januari 1969 – 3 januari 1993    | Californië    |             |
| 99                                            | Alan Cranston                                 | Alan Cranston (1914–2000)                     | 3 januari 1977 | 3 januari 1991   | 3 januari 1969 – 3 januari 1993    | Californië    |             |
| 100                                           | Alan Cranston                                 | Alan Cranston (1914–2000)                     | 3 januari 1977 | 3 januari 1991   | 3 januari 1969 – 3 januari 1993    | Californië    |             |
| 101                                           | Alan Cranston                                 | Alan Cranston (1914–2000)                     | 3 januari 1977 | 3 januari 1991   | 3 januari 1969 – 3 januari 1993    | Californië    |             |
|                                               | Wendell Ford                                  | Wendell Ford (1924–2015)                      | 3 januari 1991 | 3 januari 1999   | 28 december 1974 – 3 januari 1999  | Kentucky      | 102         |
| 103                                           | Wendell Ford                                  | Wendell Ford (1924–2015)                      | 3 januari 1991 | 3 januari 1999   | 28 december 1974 – 3 januari 1999  | Kentucky      |             |
| 104                                           | Wendell Ford                                  | Wendell Ford (1924–2015)                      | 3 januari 1991 | 3 januari 1999   | 28 december 1974 – 3 januari 1999  | Kentucky      |             |
| 105                                           | Wendell Ford                                  | Wendell Ford (1924–2015)                      | 3 januari 1991 | 3 januari 1999   | 28 december 1974 – 3 januari 1999  | Kentucky      |             |
|                                               | Harry Reid                                    | Harry Reid (1939–2021)                        | 3 januari 1999 | 3 januari 2005   | 3 januari 1987 – 3 januari 2017    | Nevada        | 106         |
| 107                                           | Harry Reid                                    | Harry Reid (1939–2021)                        | 3 januari 1999 | 3 januari 2005   | 3 januari 1987 – 3 januari 2017    | Nevada        |             |
| 108                                           | Harry Reid                                    | Harry Reid (1939–2021)                        | 3 januari 1999 | 3 januari 2005   | 3 januari 1987 – 3 januari 2017    | Nevada        |             |
|                                               | Dick Durbin                                   | Dick Durbin (1944)                            | 3 januari 2005 | heden            | 3 januari 1997 – heden             | Illinois      | 109         |
| 110                                           | Dick Durbin                                   | Dick Durbin (1944)                            | 3 januari 2005 | heden            | 3 januari 1997 – heden             | Illinois      |             |
| 111                                           | Dick Durbin                                   | Dick Durbin (1944)                            | 3 januari 2005 | heden            | 3 januari 1997 – heden             | Illinois      |             |
| 112                                           | Dick Durbin                                   | Dick Durbin (1944)                            | 3 januari 2005 | heden            | 3 januari 1997 – heden             | Illinois      |             |
| 113                                           | Dick Durbin                                   | Dick Durbin (1944)                            | 3 januari 2005 | heden            | 3 januari 1997 – heden             | Illinois      |             |
| 114                                           | Dick Durbin                                   | Dick Durbin (1944)                            | 3 januari 2005 | heden            | 3 januari 1997 – heden             | Illinois      |             |
| 115                                           | Dick Durbin                                   | Dick Durbin (1944)                            | 3 januari 2005 | heden            | 3 januari 1997 – heden             | Illinois      |             |
| 116                                           | Dick Durbin                                   | Dick Durbin (1944)                            | 3 januari 2005 | heden            | 3 januari 1997 – heden             | Illinois      |             |
| 117                                           | Dick Durbin                                   | Dick Durbin (1944)                            | 3 januari 2005 | heden            | 3 januari 1997 – heden             | Illinois      |             |
| 118                                           | Dick Durbin                                   | Dick Durbin (1944)                            | 3 januari 2005 | heden            | 3 januari 1997 – heden             | Illinois      |             |
| 119                                           | Dick Durbin                                   | Dick Durbin (1944)                            | 3 januari 2005 | heden            | 3 januari 1997 – heden             | Illinois      |             |

Alabama: Tuberville (R) · Britt (R)
Alaska: Murkowski (R) · Sullivan (R)
Arizona: Kelly (D) · Gallego (D)
Arkansas: Boozman (R) · Cotton (R)
Californië: Padilla (D) · Schiff (D)
Colorado: Bennet (D) · Hickenlooper (D)
Connecticut: Blumenthal (D) · Murphy (D)
Delaware: Coons (D) · Blunt Rochester (D)
Florida: R. Scott (R) · Moody (R)
Georgia: Ossoff (D) · Warnock (D)
Hawaï: Schatz (D) · Hirono (D)
Idaho: Crapo (R) · Risch (R)
Illinois: Durbin (D) · Duckworth (D)
Indiana: Young (R) · Banks (R)
Iowa: Grassley (R) · Ernst (R)
Kansas: Moran (R) · Marshall (R)
Kentucky: McConnell (R) · Paul (R)
Louisiana: Cassidy (R) · Kennedy (R)
Maine: Collins (R) · King (O)
Maryland: Van Hollen (D) · Alsobrooks (D)
Massachusetts: Warren (D) · Markey (D)
Michigan: Peters (D) · Slotkin (D)
Minnesota: Klobuchar (D) · Smith (D)
Mississippi: Wicker (R) · Hyde-Smith (R)
Missouri: Hawley (R) · Schmitt (R)
Montana: Daines (R) · Sheehy (R)
Nebraska: Fischer (R) · Ricketts (R)
Nevada: Cortez Masto (D) · Rosen (D)
New Hampshire: Shaheen (D) · Hassan (D)
New Jersey: Booker (D) · Kim (D)
New Mexico: Heinrich (D) · Luján (D)
New York: Schumer (D) · Gillibrand (D)
North Carolina: Tillis (R) · Budd (R)
North Dakota: Hoeven (R) · Cramer (R)
Ohio: Moreno (R) · Husted (R)
Oklahoma: Lankford (R) · Mullin (R)
Oregon: Wyden (D) · Merkley (D)
Pennsylvania: Fetterman (D) · McCormick (R)
Rhode Island: Reed (D) · Whitehouse (D)
South Carolina: Graham (R) · T. Scott (R)
South Dakota: Thune (R) · Rounds (R)
Tennessee: Blackburn (R) · Hagerty (R)
Texas: Cornyn (R) · Cruz (R)
Utah: Lee (R) · Curtis (R)
Vermont: Sanders (O) · Welch (D)
Virginia: Warner (D) · Kaine (D)
Washington: Murray (D) · Cantwell (D)
West Virginia: Moore Capito (R) · Justice (R)
Wisconsin: Johnson (R) · Baldwin (D)
Wyoming: Barrasso (R) · Lummis (R)
(D): Democraat · (R): Republikein · (O): Onafhankelijk